# Lee Tamahori
Lee Tamahori (* 17. června 1950, Wellington) je novozélandský filmový režisér maorského původu.
Původně pracoval jako fotograf a asistent režie v osmdesátých letech provozoval studio natáčející reklamní filmy. Jeho celovečerním debutem byla adaptace románu Alana Duffa Kdysi byli bojovníky, naturalisticky popisující život současných velkoměstských Maorů: zánik starých tradic, sociální vyloučení, alkoholismus, promiskuita. Film byl oceněn na festivalech v Benátkách, Rotterdamu a Montrealu. Díky tomuto úspěchu získal Tamahori angažmá v Hollywoodu a natáčel akční a kriminální filmy, režíroval také televizní seriál Rodina Sopranů. Největší úspěch měla bondovka Dnes neumírej, v níž hráli hlavní role Pierce Brosnan a Halle Berryová.

## Filmografie
- 1994 Kdysi byli bojovníky
- 1996 Boss
- 1997 Na ostří nože
- 2001 Jako pavouk
- 2002 Dnes neumírej
- 2005 xXx: Nová dimenze
- 2007 Next
- 2011 Ďáblův dvojník